# Arnhem Oosterbeek War Cemetery

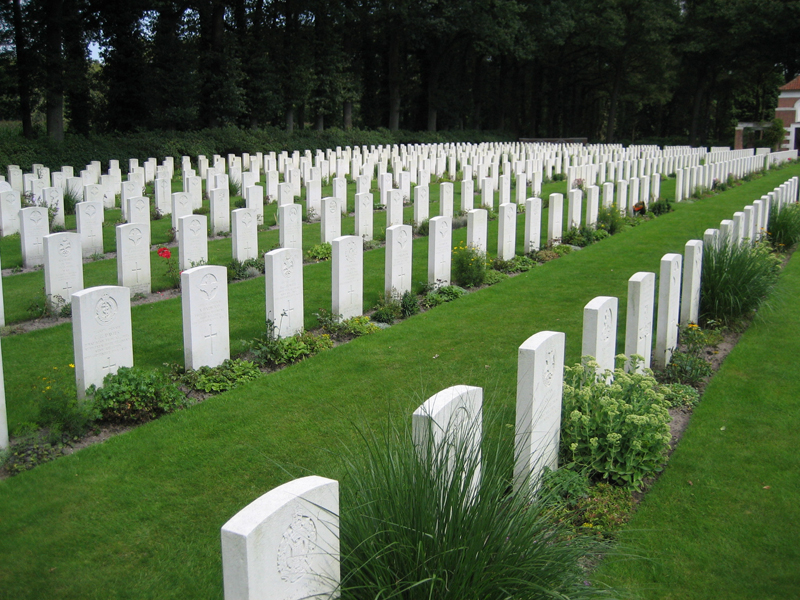
2008

Der Arnhem Oosterbeek War Cemetery befindet sich in Oosterbeek westlich von Arnhem. Hier ruhen insbesondere die britischen Gefallenen der Schlacht um Arnheim vom 17. bis zum 27. September 1944.
Zu den Toten zählen 1691 Soldaten des Commonwealth, 79 Polen, drei Niederländer, vier nicht im Krieg gefallene Personen, sowie 244 unidentifizierte Tote. Die Gestaltung des Friedhofs stammt von P. D. Hepworth.